# Шмідт Аксель
Шмідт (Schmidt) Аксель (1870, Дорпат, Естонія —1940) — німецький публіцист.

## Біографія
1911 року переселився до Берліна, де редагував журнал «Deutsche Politik» (1917 — 21), «Der Deutsche Gedanke» (1925 — 28). Спільно з Паулем Рорбахом Шмідт заснував «Німецько-українське товариство» в Берліні (1918), був його генеральним секретарем і редагував журнал «Die Ukraine».
Автор праць і статей про Східну Європу, зокрема про Україну, серед них найцінніша монографія «Ukraine — Land der Zukunft» (1939). Про Шмідта написано моногафії: П. Рорбах, «Axel Schmidt, dem Kenner des Ostens zum Gedachtnis» («Ukraine», 4, 1952).